# Zeta Cygni
Zeta Cygni (64 Cygni) é uma estrela múltipla na direção da constelação de Cygnus. Possui uma ascensão reta de 21h 12m 56.18s e uma declinação de +30° 13′ 37.5″. Sua magnitude aparente é igual a 3.21. Considerando sua distância de 151 anos-luz em relação à Terra, sua magnitude absoluta é igual a −0.12. Pertence à classe espectral G8II SB.